# Johannes Paul Chavanne
Johannes Paul Chavanne OCist (Beč, 18. ožujka 1983.) austrijski je redovnik-cistercit, svećenik i teolog: glasnogovornik je opatije Heiligenkreuz u Donjoj Austriji te docent za liturgiku i generalni tajnik (njem. Generalsekretär) Filozofsko-teološke visoke škole Benedikt XVI. (njem. Philosophisch-Theologische Hochschule Benedikt XVI.) u Heiligenkreuzu. U svibnju 2022. imenovan je priorom opatije Heiligenkreuz.

## Životopis
Johannes Paul Chavanne rođen je i odrastao u Beču kao Jakob Chavanne. U rodnom je gradu završio osnovnu školu i gimnaziju, a poslije mature i odslužene vojne obveze neko je vrijeme bio angažiran u projektu pomoći djeci u gradovima Indije te nekoliko semestara studirao pravo na bečkom Sveučilištu.

### Redovništvo i studij
Dana 14. kolovoza 2006. Jakob Chavanne pristupio je cistercitskome redu i postao novakom u opatiji Heiligenkreuz: redovničko je ime Johannes Paul dobio u spomen na tada nedavno preminulog papu Ivana Pavla II. Nakon položenih privremenih redovničkih zavjeta, od 2007. do 2012. studirao je teologiju na Filozofsko-teološkoj visokoj školi Benedikt XVI. u Heiligenkreuzu. Još za vrijeme studija bio je angažiran kao znanstveni suradnik Instituta za pastoralno bogoslovlje i religijsku pedagogiju (njem. Pastoraltheologie und Religionspädagogik). U kolovozu 2010. položio je trajne redovničke zavjete.
Studij teologije završio je 2012. godine u razredu profesora Andreasa Schnidera diplomskim radom o ulozi i doprinosu benediktinskih samostana u evangelizaciji Europe. Dana 12. kolovoza 2012. biskup Christian Werner zaredio ga za je đakona, a 7. travnja 2013. bečki ga je nadbiskup Christoph Schönborn zaredio za svećenika. Mladu misu slavio je u svojoj negdašnjoj matičnoj bečkoj župi sv. Roka.

### Pastoralno djelovanje
Chavanne je od 2013. do 2015. bio kapelan u donjoaustrijskoj župi Würflach, a kao duhovnik je od rujna 2013. do studenoga 2022. po nalogu Austrijske biskupske konferencije pratio i pomagao austrijske športaše na olimpijskim i paraolimpijskim igrama. Istodobno je, kao nasljednik Karla Wallnera, preuzeo dužnost povjerenika za pastoral duhovnih zvanja (od 2016. do 2021.) i glasnogovornika opatije Heiligenkreuz i Filozofsko-teološke visoke škole Benedikt XVI. (od rujna 2016.). Od 2021. godine izabrani je član Prezbiterskoga vijeća Bečke nadbiskupije. U svibnju 2022. izabran je i imenovan za novoga priora opatije Heiligenkreuz.

### Znanstveno djelovanje
Od siječnja 2016. Johannes Paul Chavanne predaje liturgiku kao docent na Filozofsko-teološkoj visokoj školi Benedikt XVI. u Heiligenkreuzu. Godine 2017. na bečkom je Sveučilištu doktorirao disertacijom o poimanju mira u euharistijskom slavlju. Od 2019. obnaša i dužnost generalnog tajnika Filozofsko-teološke visoke škole Benedikt XVI. Član je biskupijskog povjerenstva za ekumenska pitanja Bečke nadbiskupije i Znanstvenoga savjetodavnog odbora Liturgijskoga znanstvenog društva u Klosterneuburgu.